# トレスト作戦
トレスト作戦（トレストさくせん、ロシア語: Операция "Трест"）とは、ソビエト連邦の統合国家政治局（OGPU）が、反革命勢力をソ連国内に誘引し、逮捕する目的で実施した作戦。この作戦で、イギリスの有名なスパイ、シドニー・ライリーが逮捕された。当作戦は、ソ連国家保安機関の最も成功した作戦と考えられ、ソ連時代に映画化もされている。

## 中央ロシア王政派組織
1921年末〜1922年初め、OGPU機関により、反ソ地下組織、中央ロシア王政派組織（ロシア語: Монархическая организация центральной России、略称МОЦР）が無力化された。その関係者の証言から、同組織が国外の反革命派と結び付いていることが明らかになった。組織は壊滅したが、このことについて、一切報道されなかった。
国外の反革命派内部に浸透することを目的とした作戦のために、OGPU指導部により、既に存在しない組織を利用することが決定された。作戦のコードネームは、「トレスト」とされた。

## 計画・準備
フェリックス・ジェルジンスキーとヴャチェスラフ・メンジンスキーの指導下で実施される作戦の主役は、中央ロシア王政派組織指導者の役割を演じるA.ヤクシェフだった。元正国務参議官のヤクシェフは、1917年2月、帝政への忠誠に反すると考えて、臨時政府の大臣同志（次官）のポストを拒否していた。十月革命後、専門家として対外貿易人民委員部に招聘された。ヴェーチェーカーに徴募され、自発的に協力に同意し、彼に委任された全ての任務は、優れた業務知識を以って誠実に遂行されていた。彼自身、再三、生面の危険を冒した。
チェキストが立案した架空履歴、参加者の選抜、役割分担は、元皇族のニコライ・ニコラエヴィチ大公、王党派のアレクサンドル・クテポフ将軍、並びにボリス・サヴィンコフと、元ロシア国民、オデッサ出身のユダヤ人であるシドニー・ライリーに「トレスト」を信じ込ませるように熟考された。このため、イギリス大使ロッカートは、陰謀への参加の嫌疑により欠席裁判で死刑を言い渡された。
ライリーは、中央ロシア王政派組織の存在について知り、サヴィンコフ逮捕後の1925年4月、同組織の住所に手紙を送り、ソビエト指導者に対するテロ行為に移るよう勧告した。これにより、ライリーをソ連領内に誘引し、逮捕することを目的とした「トレスト」作戦の発動が決定された。

## トレスト作戦

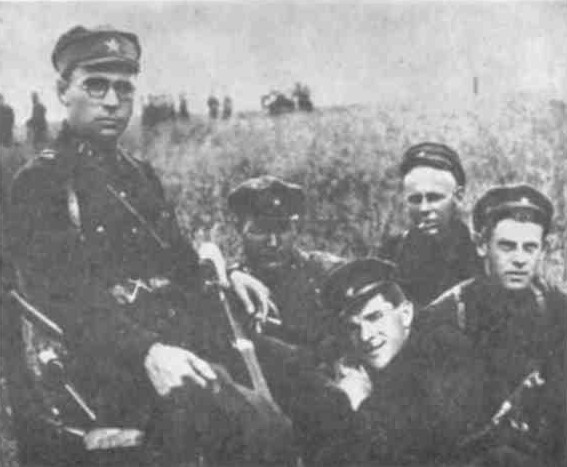
ザバイカルのソ連国境部隊。右から二番目の奥の人物がトイヴォ・ヴェハ。彼は元フィンランド赤衛軍兵士であり、内戦の敗北後ロシアへ脱出した。その後、1920年にペトログラード赤軍士官学校に入校、1923年3月に卒業後、NKVDに採用された。カレリア地峡のフィンランド国境で国境局長を務めた後、1924年からGPUに異動した。
同年、ソ連の秘密警察チェーカーはヴァハをトラスト作戦にスカウトした。彼は、反革命分子、ロシア人移民、西側工作員がフィンランドからソ連に潜入するのを手助けするソ連の裏切り者役を演じた。フィンランド陸軍情報部はヴァハを普通のソ連国境警備隊員と勘違いし、情報部に採用された。フィンランドの諜報機関はヴェハを信頼し、英国秘密諜報部に彼を推薦さえした。1925年6月にセストロレツクの国境に移された。そこで彼は「穴」を作り、ライリーを誘き寄せることに成功した。ヴェハはライリーを密かにセストラ川を渡らせ、パルゴロヴォ駅まで連れて行った。結果的にライリーは逮捕され、ヴェハは作戦における役割で最もよく知られる様になった。

9月中旬、ライリーは、ヘルシンキに到着し、白軍のブナコフとクテポフの姪のマリヤ・ザハルチェンコ＝シュリツと会見した。この場には、上記のヤクシェフも現れ、国境線の「穴」についてライリーに語った。ライリーは、中央ロシア王政派組織を点検するために、ソ連に入国することを決心した。9月25日、彼らはクオッカラ駅地区で国境を越えた。ライリーは、パルゴロヴォ駅で、ヤクシェフとチェキストのグリゴリー・スィロエシュキンが演じる中央ロシア王政派組織のメンバーが待つ列車に乗り換えた。
レニングラードにおいて、スィロエシキンは、ライリーを準備されたアパートに連れ出し、ピョートル・ヴラーンゲリ将軍の密使と称するムカロフと引き合わせた。モスクワでは、中央ロシア王政派組織の活動家に扮したOGPU職員と会見し、マラホフカのダーチャで行われた同組織の政治会議に出席した。ライリーは、組織の活動資金のため、美術館から芸術品を「徴発」し、イギリス諜報部と積極的に協力することを提案した。
会議後、全員モスクワに戻り、ライリーの要請により、チェキストの1人のアパートに立ち寄った。この時、ライリーは疑うことなく、アメリカ合衆国とドイツの友人に「ボリシェヴィキの巣窟から」と称する手紙を送っている。この場でライリーは逮捕され、1925年11月25日、1918年に言い渡されていた死刑が執行された。

## トレスト作戦を題材にした作品
- Операция "Трест"、1967年、モスフィルム